# Dubrau (Wiesengrund)

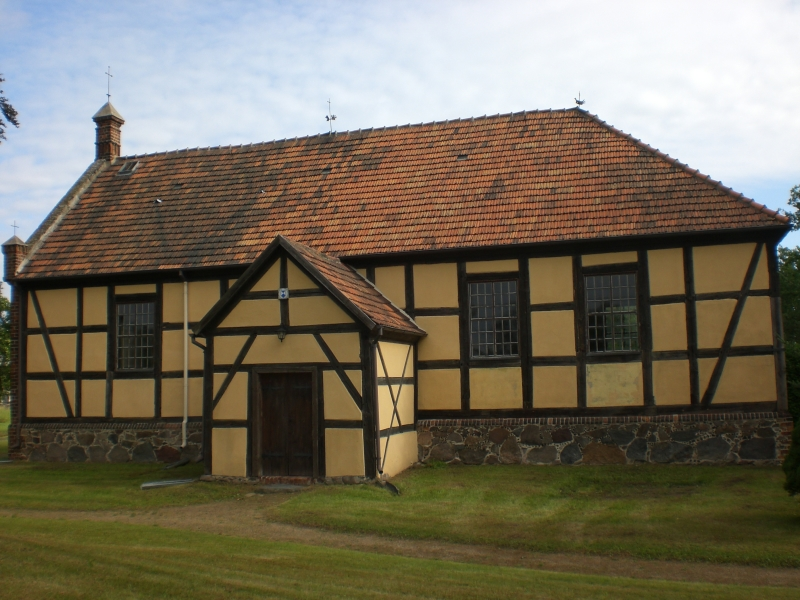
Fachwerkkirche Dubrau

Dubrau (bis 1952 Adlig Dubrau), niedersorbisch Dubrawa, ist ein Gemeindeteil von Gosda, einem Ortsteil der Gemeinde Wiesengrund im Landkreis Spree-Neiße in Brandenburg. Der Ort liegt im amtlichen Siedlungsgebiet der Sorben/Wenden.

## Lage
Dubrau liegt in der Niederlausitz etwa fünf Kilometer westlich von Forst und etwa 16 Kilometer östlich von Cottbus. Umliegende Ortschaften sind Gosda im Norden, der Forster Ortsteil Groß Jamno im Osten, Jethe im Südosten, Trebendorf im Süden, die zur Gemeinde Neuhausen/Spree gehörenden Ortsteile Gablenz und Sergen im Südwesten und Kathlow im Westen und Klinge im Nordwesten.
Dubrau liegt an der Landesstraße 49 (frühere Bundesstraße 122) von Cottbus nach Forst. Die Bundesautobahn 15 vom Dreieck Spreewald zur polnischen Grenze verläuft südlich der Dubrauer Ortslage, die nächstgelegene Anschlussstelle Roggosen ist etwa sechs Kilometer entfernt. Nördlich von Dubrau liegt der Braunkohletagebau Jänschwalde.

## Geschichte
Die erste urkundliche Erwähnung Dubraus datiert auf das Jahr 1293 als „Dubrauinsis“. Der Ortsname stammt aus der sorbischen Sprache und bedeutet „Siedlung an/in einem Eichenwald“. Der Zusatz „Adlig“ diente der Unterscheidung zu Königsdubrau, dem heutigen Dąbrowiec in der polnischen Gmina Żary, er wurde 1952 gestrichen.
Die Dubrauer Valentinkirche wurde im Jahr 1818 als Fachwerkbau errichtet. Der Kanzelaltar stammt aus dem Jahr 1738.
Dubrau lag seit jeher im Königreich Preußen, zwischen 1816 und 1945 war der Ort dort Teil des Landkreis Sorau (Lausitz) im Regierungsbezirkes Frankfurt in der Teilprovinz Neumark. Innerhalb des Regierungsbezirkes wurde Dubrau vom Amtsbezirk Eulo verwaltet. Zur Zeit der Sowjetischen Besatzungszone lag Dubrau Jahre im Landkreis Cottbus.
Am 25. Juli 1952 wurde Dubrau dem neu gebildeten Kreis Forst im Bezirk Cottbus zugeordnet. Am 1. Mai 1973 wurde Dubrau nach Gosda eingemeindet. Nach der Wende in der DDR lag Dubrau zunächst im Landkreis Forst und wurde mit der brandenburgischen Kreisreform vom 6. Dezember 1993 dem Landkreis Spree-Neiße zugeordnet. Am 31. Dezember 2001 wurde Dubrau als Teil Gosdas mit den Gemeinden Gahry, Jethe, Mattendorf und Trebendorf zu der neuen Gemeinde Wiesengrund zusammengelegt.

## Bevölkerungsentwicklung
| 1875 | 142 | 1910 | 98  | 1933 | 104 | 1946 | 189 | 1964 | 157 |
| 1890 | 128 | 1925 | 121 | 1939 | 97  | 1950 | 191 | 1971 | 152 |

Für seine Statistik über die sorbische Bevölkerung in der Lausitz ermittelte Arnošt Muka in den achtziger Jahren des 19. Jahrhunderts für (Adlig) Dubrau eine Bevölkerungszahl von 133 Einwohnern, davon waren 80 Sorben (60 %) und 53 Deutsche. Ernst Tschernik zählte im Jahr 1956 einen sorbischsprachigen Bevölkerungsanteil von nur noch 0,5 %.

## Nachweise
1. ↑  Fakten und Zahlen. In: amt-doebern-land.de. Amt Döbern-Land, abgerufen am 11. August 2021.
2. ↑  Reinhard E. Fischer: Die Ortsnamen der Länder Brandenburg und Berlin: Alter - Herkunft - Bedeutung. be.bra Wissenschaft, 2005, S. 48.
3. ↑  Georg Dehio: Handbuch der deutschen Kunstdenkmäler. Begründet vom Tag für Denkmalpflege 1900, Fortgeführt von Ernst Gall, Neubearbeitung besorgt durch die Dehio-Vereinigung und die Vereinigung der Landesdenkmalpfleger in der Bundesrepublik Deutschland, vertreten durch: Brandenburgisches Landesamt für Denkmalpflege und Archäologisches Landesmuseum. Brandenburg: bearbeitet von Gerhard Vinken und anderen, durchgesehen von Barbara Rimpel. Deutscher Kunstverlag, München / Berlin 2012, ISBN 978-3-422-03123-4.
4. ↑  Dubrau im Geschichtlichen Ortsverzeichnis. Abgerufen am 29. Oktober 2017.
5. ↑  Historisches Gemeindeverzeichnis des Landes Brandenburg 1875 bis 2005. (PDF; 331 kB) Landkreis Spree-Neiße. Landesbetrieb für Datenverarbeitung und Statistik Land Brandenburg, Dezember 2006, abgerufen am 29. Oktober 2017.
6. ↑  Ernst Tschernik: Die Entwicklung der sorbischen Bevölkerung. Akademie-Verlag, Berlin 1954.
7. ↑  Ludwig Elle: Sprachenpolitik in der Lausitz. Domowina-Verlag, Bautzen 1995.